# ショレフ 155mm自走榴弾砲
ショレフ 155mm自走榴弾砲 (Sholef 155mm Self-Propelled Howitzer) は、イスラエルのイスラエル・ミリタリー・インダストリーズ (IMI) およびソルタム・システムズ（ソルタム）が1980年代に開発した自走榴弾砲である。
IMIによって自国開発されたメルカバ Mk.I戦車の車体に密閉式の砲塔を搭載し、ソルタム製の52口径155mm榴弾砲を装備した自走砲で、1984年・1986年に計2両が試作されたが、量産には至らなかった。
名称の "Sholef" はヘブライ語で、英語の "Slammer (Gunfighter)" に相当する語句である。

## 概要
ショレフのベースとなったメルカバMk.Iは、車体前方にエンジンを搭載して後方に戦闘区画を設けるという、他の多くの主力戦車とは異なった特徴を持っている。一方、こういった構造は多くの自走砲で広く採用されている。こういった背景もあり、ショレフの車体はベースのメルカバMk.I戦車と構造的にほとんど同じで、これはより多くの部品や整備の互換性を持つことを意味する。
ショレフは停止状態から15秒後には発射可能な状態への移行が可能であるほか、15秒間に3発、1分間に9発の連続射撃が可能である。主砲はソルタムM71 155mm榴弾砲をベースに改良されたもので、NATOで標準使用される155mm砲弾を発射可能である。ERFB BB弾を使用した場合、40kmの射程を持つ。ショレフは75発の砲弾を搭載可能で、そのうち60発は即使用できる状態になっている。通常、車両の移動時にはトラベリングロックによって主砲を固定するが、主砲にはスタビライザーが装備されており、移動中の直接射撃も可能となっている。
車体部分の防御力はベースのメルカバ戦車と同等の強固なもので、砲塔部分は重機関銃の攻撃や砲弾の爆風などに耐えられる設計となっている。
このほか、標準的な装備として自動装填装置、与圧式NBC防護装置などを持つ。
ショレフは性能的には優秀な自走砲であったが、イスラエル国防軍は本車を採用せず、アメリカ製のM109 155mm自走榴弾砲の改良（M109A2 "Rochev" から M109A5 "Doher" への改修）を行い、こちらの運用を継続している。
ショレフの試作車両はイスラエル砲兵隊博物館に展示されている。

## 画像

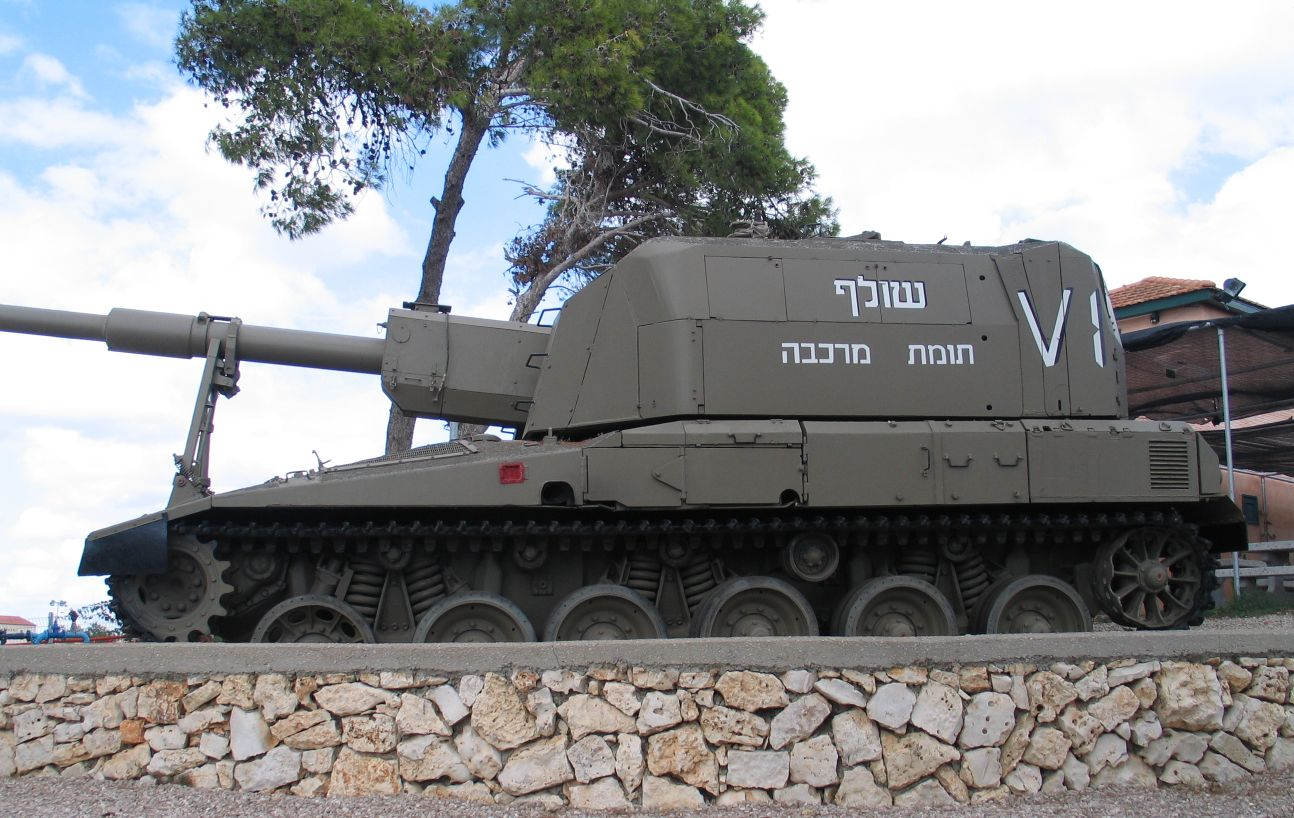
左側面
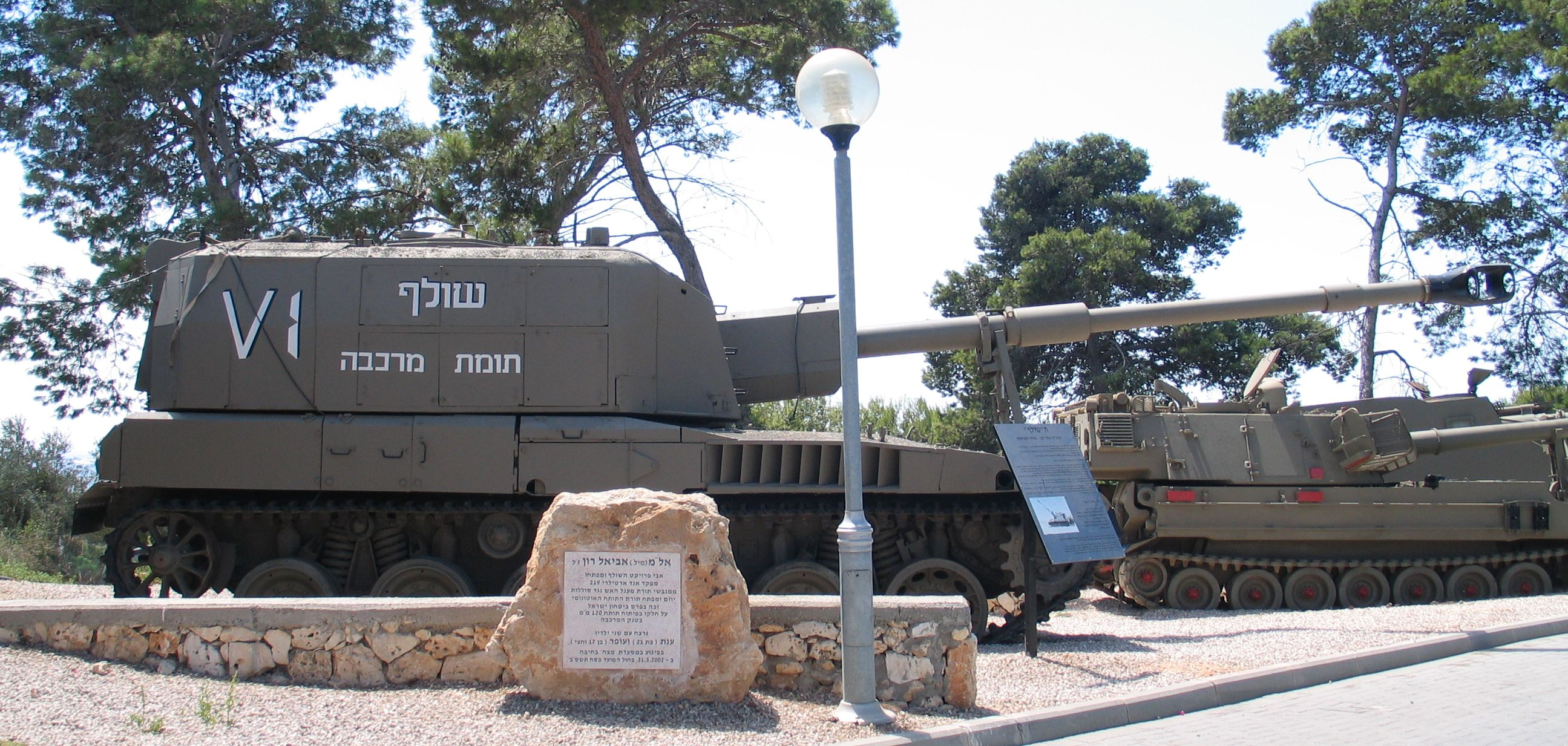
右側面
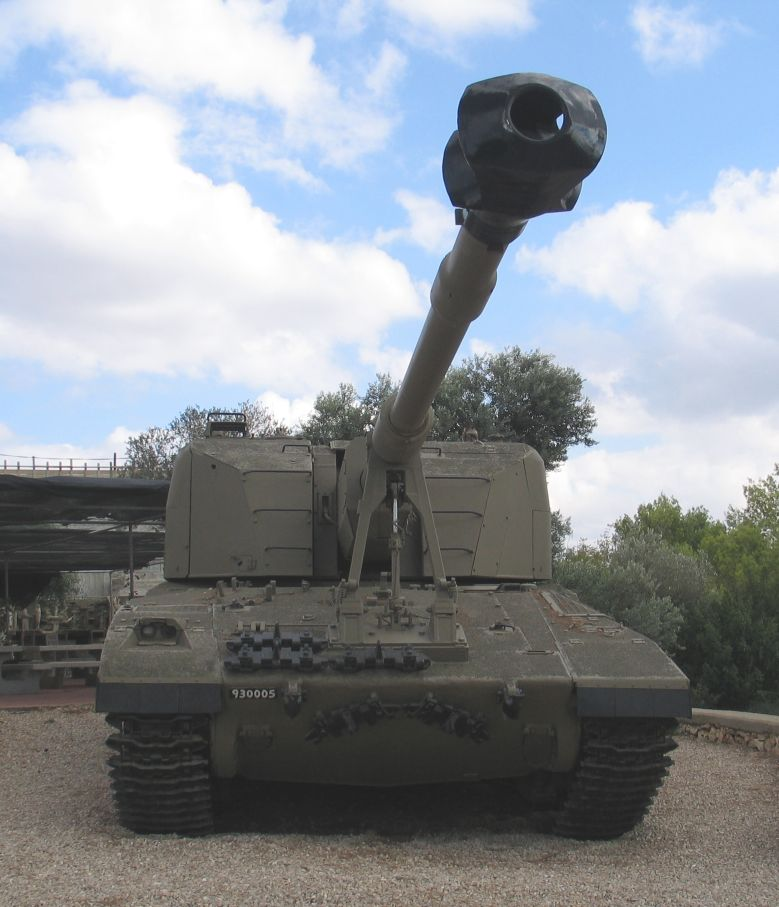
前方より
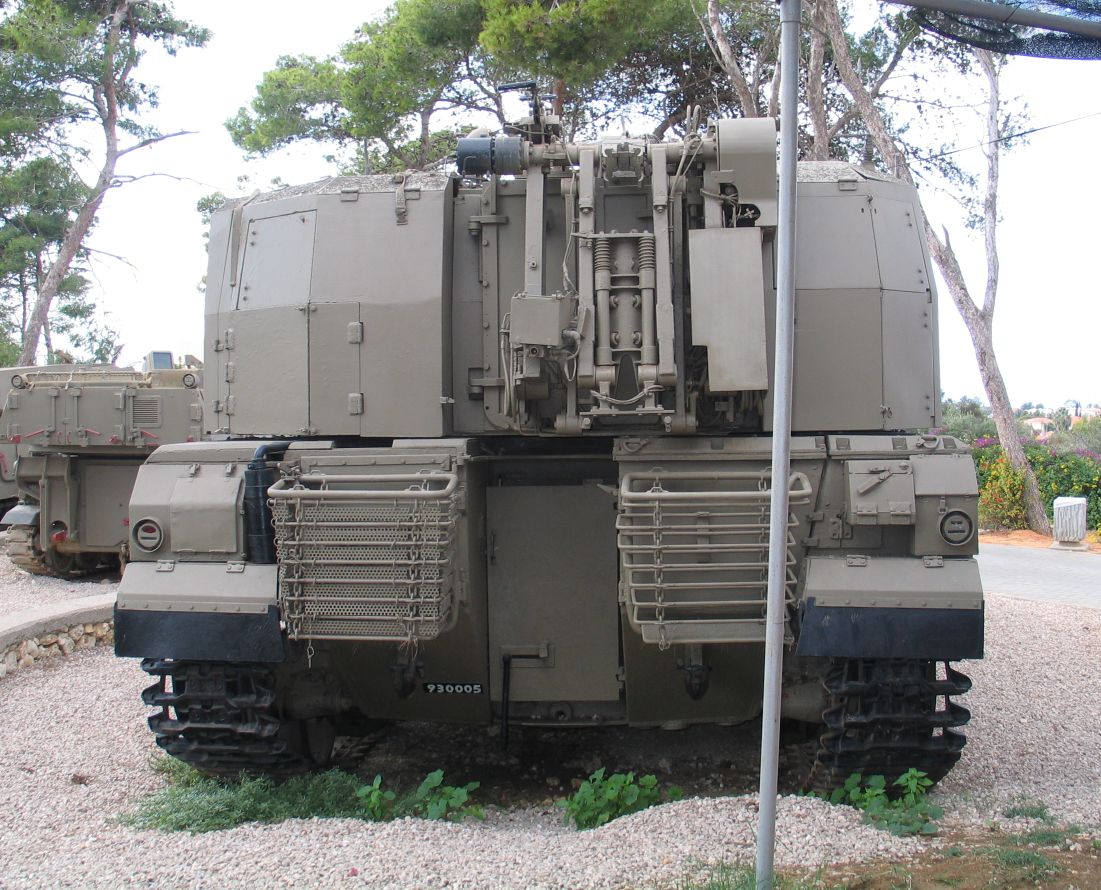
後方より
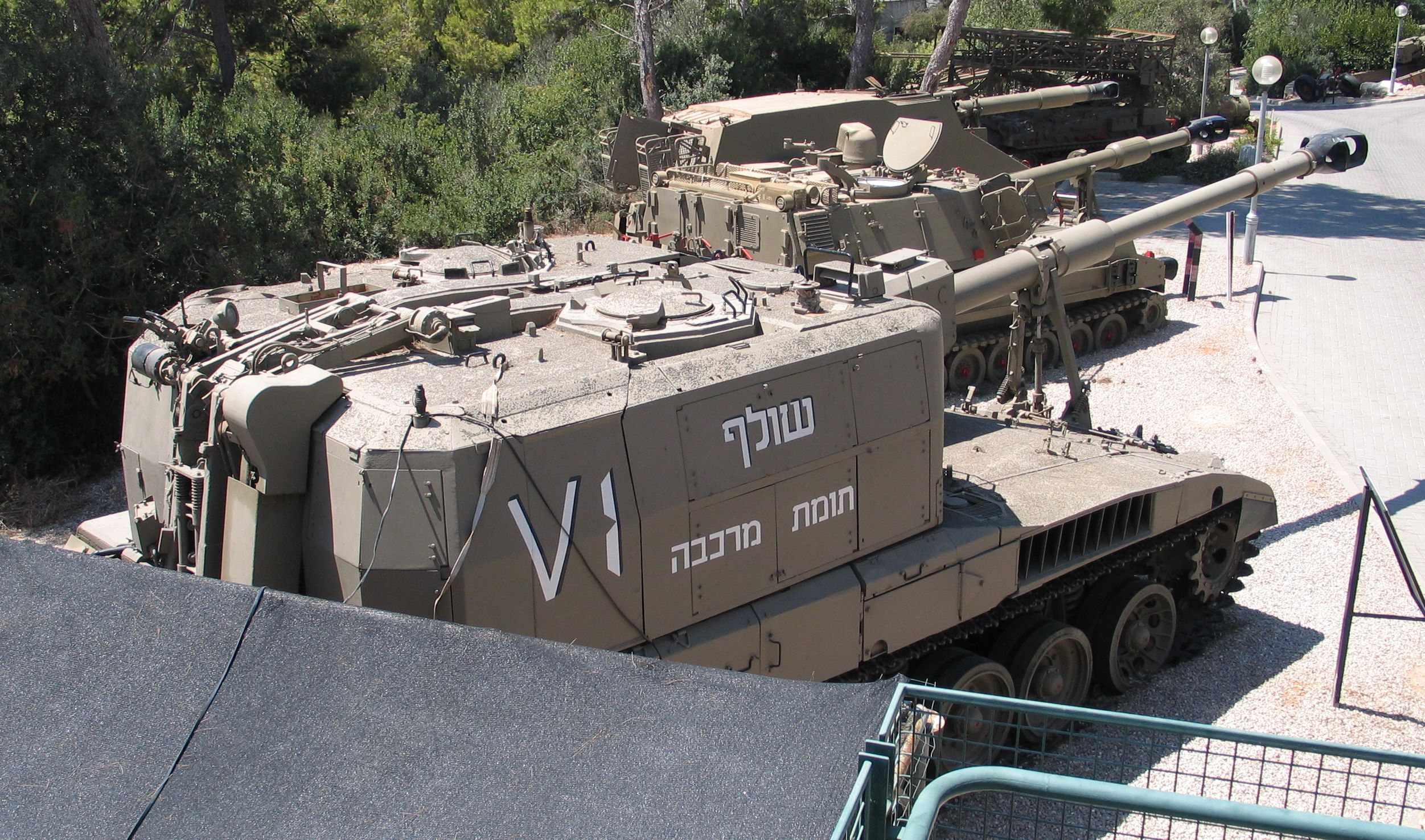
砲塔上面